# Померанська війна
Померанська війна (швед. Pommerska kriget) — війна на території Північної Європи, один з театрів воєнних дій Семирічної війни. Цей термін використовується для опису воєнних дій між Швецією (за підтримки Російської імперії) та Пруссією між 1757 та 1762 роками у шведській Померанії, прусській Померанії, північному Бранденбурзі та східному Мекленбурзі-Шверіні.
Війна характеризувалася постійними маневрами вперед і назад шведської та прусської армій, унаслідок чого жодна зі сторін не здобула вирішальної перемоги в ході війни. Бойові дії почалися, коли шведські війська вступили на територію Пруссії в 1757 році, але були відбиті і заблоковані в Штральзунді, поки їм на допомогу не прийшли російські війська в 1758 році. Під час наступного, відновленого вторгнення шведів на територію Пруссії, невеликий прусський флот було знищено в битві при Фрішес Гафф і райони аж до Нойруппіна були зайняті на південь. Але наприкінці 1759 року кампанію було перервано, коли шведським військам, яким бракувало постачання, не вдалося ані взяти головну прусську фортецю Штеттін (нині Щецин), ані об'єднатися зі своїми російськими союзниками.
Контрнаступ Пруссії на Шведську Померанію в січні 1760 року було відбито, і протягом року шведські війська знову просунулися вглиб території Пруссії аж до Пренцлау, перш ніж взимку знову відступити до Шведської Померанії. Влітку 1761 року почалася ще одна шведська кампанія в Пруссії, але незабаром була перервана через брак припасів і спорядження. Останні зіткнення у війні відбулися взимку 1761/62 рр. поблизу Малхіна та Нойкалена в Мекленбурзі, прямо за шведським поморським кордоном, перед тим, як 7 квітня 1762 року сторони домовилися про Рібніцьке перемир'я. Коли 5 травня російсько-прусський альянс зірвав сподівання шведів на майбутню допомогу Росії, і замість цього створив загрозу російської інтервенції на прусському боці, Швеція була змушена піти на укладання миру.
22 травня 1762 року війна була офіційно завершена підписанням Гамбурзького миру між Пруссією, Мекленбургом і Швецією. Надії шведської партії капелюхів повернути території, здобути Пруссією в 1720 році, були зруйновані, а непопулярна і дорога війна сприяла їх подальшому краху.